# Staré Město (powiat Bruntál)
Staré Město (niem. Altstadt) – gmina w Czechach, w powiecie Bruntál, w kraju morawsko-śląskim. Według danych z dnia 1 stycznia 2012 liczyła 872 mieszkańców.
Składa się z dwóch części:
- Nová Véska (gmina katastralna Malá Véska)
- Staré Město (Staré Město u Bruntálu)

W latach 1967–1990 była częścią miasta Bruntál.
Zobacz też:
- Staré Město